# Listuguj

Die sieben Mi’kmaq Stammesgebiete

Listuguj ist ein Teilstamm der ostkanadischen Mi’kmaq First Nation und eine Ortschaft an der Mündung des Restigouche in der Provinz Québec. Die Listuguj sind die Ureinwohner des Restigouchetals und Baie des Chaleurs. Der Ort Listuguj ist zugleich Stammes-, Verwaltungs- und Reservationszentrum. In ihrer Sprache bedeutet das Wort Listuguj „Land der fünf Finger“, womit die fünf Zuflüsse des Restigouche gemeint sind. Europäisiert hat sich daraus Restigouche entwickelt.
Das ehemalige Stammesgebiet der Listuguj hatte den Namen Gespegeoag, ausgesprochen Gespe`gewa`gi, was in ihrer Sprache „das letzte Land“ heißt und Namensgeber der Stadt Gaspé, sowie der Halbinsel Gaspésie am Sankt-Lorenz-Golf ist.